# 토드 메이
토드 기퍼드 메이(영어: Todd Gifford May, 1955년 5월 13일~)는 미국의 정치철학자로, 아나키즘, 탈구조주의, 탈구조주의적 아나키즘를 주제로 주로 저술하고 있다. 최근에는 실존주의와 도덕철학에 관한 책들을 출간했다.

## 경력
메이는 1989년 펜실베이니아 주립 대학교에서 대륙 철학을 주제로 박사 학위를 받았다. 메이는 펜실베이니아 주립대에서 대학원 강사로 시작해 펜실베이니아 인디애나 대학교에서 객원 조교수를 지내는 등 30년 이상 도덕철학과 정치철학을 가르쳐왔다. 1991년부터 2022년까지는 클렘슨 대학교에서 '1941년 졸업 기념 철학 교수'로 재직했다. 2022년부터는 워런 윌슨 칼리지에서 철학 강사로 재직 중이다. 또한 수감자들을 대상으로도 철학을 가르치고 있다.
예술학자 앨런 앤틀리프는 메이의 1994년 저서 《The Political Philosophy of Poststructuralist Anarchism》(→탈구조주의적 아나키즘의 정치철학)을 "획기적인" 저작이라고 이야기하며, 훗날 포스트아나키즘으로 불리는 "탈구조주의적 아나키즘"을 처음 소개했다고 평가했다. 메이는 질 들뢰즈와 미셸 푸코를 비롯한 주요 탈구조주의 철학자들에 대한 저작을 출간했다. 또한 일반 독자들도 쉽게 다가갈 수 있는 보다 보편적인 주제의 책들도 썼는데, 《Death》(→죽음), 《Our Practices, Our Selves, or, What It Means to Be Human》(→우리의 실천, 우리의 존재, 또는 인간이란 무엇인가), 《Friendship in an Age of Economics: Resisting the Forces of Neoliberalism》(→경제 시대의 우정: 신자유주의의 힘에 저항하기), 《A Significant Life: Human Meaning in a Silent Universe》(→의미 있는 삶: 침묵하는 우주 속의 인간적 의미), 《A Fragile Life: Accepting Our Vulnerability》(→연약한 삶: 우리의 취약성을 받아들이며)와 같은 저작들이 있다.
메이는 패멀라 하이로니미와 함께 NBC의 드라마 《굿 플레이스》에 철학 자문 위원으로 참여했다. 둘은 해당 드라마의 마지막 회에서 카메오로 출연하기도 했다.

## 개인사
메이에게는 세 명의 자녀가 있고, 그중 막내는 대학에서 철학을 전공했다.

## 저서 목록
- 《Between Genealogy and Epistemology》 (영어). University Park: Pennsylvania State University Press. 1993. ISBN 978-0-271-00905-6.
- 《The Political Philosophy of Poststructuralist Anarchism》 (영어). University Park: Pennsylvania State University Press. 1994. ISBN 978-0-271-01046-5.[17]
- 《Reconsidering Difference》 (영어). University Park: Pennsylvania State University Press. 1997. ISBN 978-0-271-01658-0.
- 《Our Practices, Our Selves, or, What It Means to Be Human》 (영어). University Park: Pennsylvania State University Press. 2001. ISBN 978-0-271-02086-0.
- 《Operation Defensive Shield》 (영어). Sydney: Pluto Press. 2003. ISBN 978-0-7453-2063-2. 무나 함제와 공동 저술.
- 《The Moral Theory of Poststructuralism》 (영어). University Park: Pennsylvania State University Press. 2004. ISBN 978-0-271-02585-8.
- 《Gilles Deleuze》 (영어). Cambridge: Cambridge University Press. 2005. ISBN 978-0-521-84309-6.
- 《Philosophy of Foucault》 (영어). Montreal: McGill-Queen's University Press. 2006. ISBN 978-0-7735-3169-7.
- 《The Political Thought of Jacques Ranciere: Creating Equality》 (영어). Edinburgh: Edinburgh University Press. 2008. ISBN 978-0-7486-3586-3.
- 《Death》 (영어). Acumen Publishing. 2008. ISBN 1-84465-164-9.
- 《Friendship in an Age of Economics: Resisting the Forces of Neoliberalism》 (영어). New York: Lexington Books. 2014. ISBN 978-0-739-19284-9.
- 《A Significant Life: Human Meaning in a Silent Universe》 (영어). Chicago: University of Chicago Press. 2015. ISBN 978-0-226-23567-7.
- 《Nonviolent Resistance: A Philosophical Introduction》 (영어). Cambridge: Polity Books. 2015. ISBN 978-0-745-67118-5.
- 《A Fragile Life: Accepting Our Vulnerability》 (영어). Chicago: University of Chicago Press. 2017. ISBN 978-0-226-43995-2.
- 《A Decent Life: Morality for the Rest of Us》 (영어). Chicago: University of Chicago Press. 2019. ISBN 978-0-226-60974-4.
- 《Exploring the Philosophy of Death and Dying: Classical and Contemporary Perspectives, Chapter 21: Death, Mortality, and Meaning》 (영어) 1판. Routledge. 2020년 12월 31일.
- 《Should We Go Extinct?: A Philosophical Dilemma for Our Unbearable Times》 (영어). New York: Crown Publishing Group. 2024. ISBN 978-0-593-79872-0.

## 더 읽어보기
- Marshall, Richard (2013년 7월 12일). “The poststructural anarchist”. 《3:AM Magazine》 (영어). 2019년 3월 1일에 원본 문서에서 보존된 문서. 2024년 12월 29일에 확인함.